# Raparna querula
Raparna querula är en fjärilsart som beskrevs av Smith 1885. Raparna querula ingår i släktet Raparna och familjen nattflyn. Inga underarter finns listade.